# Exército Nacional do Afeganistão
O Exército Nacional do Afeganistão (ENA) foi o ramo de serviço dos militares do Afeganistão. Foi, por quase duas décadas, armado, financiado e treinado por tropas da OTAN, especialmente os Estados Unidos. Entre 2014 e 2021, no contexto da Guerra do Afeganistão, assumiu o papel principal nas operações militares terrestres no país.
Foi primeiramente organizado em 1880 com o suporte britânico, durante o reinado do Emir Abderramão Cã. Antes de 1880, o exército nacional era composto por milícias privadas pertencentes a diferentes comandantes regionais, bem como uma força militar especial sob o comando do governante do país. Durante a Primeira e a Segunda Guerra Mundial, o exército afegão foi equipado pela Alemanha, mas o Afeganistão permaneceu como um estado neutro. A partir da década de 1960 até o início de 1990, foi treinado e equipado pela União Soviética. Em 1992, o exército nacional fragmentou-se em milícias regionais sob o comando dos senhores da guerra locais. Este foi seguido pelo governo Talibã em meados de 1990, que tinha suas próprias forças de milícias.
Após a retirada do Talibã no final de 2001, o novo Exército Nacional Afegão foi criado com o apoio da OTAN, principalmente os Estados Unidos. Desde 2002, bilhões de dólares em equipamentos militares, instalações e outras formas de ajuda foram fornecidos ao ENA. A maioria das armas chegou dos Estados Unidos, que incluiu HMMWV, fuzis de assalto M-16, coletes balísticos, bem como outros tipos de veículos e equipamentos militares. Também incluiu a construção de um centro de comando militar nacional, com compostos de treinamento em diferentes partes do país. Para frustrar e dissolver os grupos militantes antigoverno, a administração Karzai ofereceu dinheiro e formação profissional, para incentivar os cidadãos a ingressar no ENA.
Em agosto de 2021, frente aos avanços do Talibã, o exército afegão entrou em colapso e deixou de existir para fins práticos.

## História

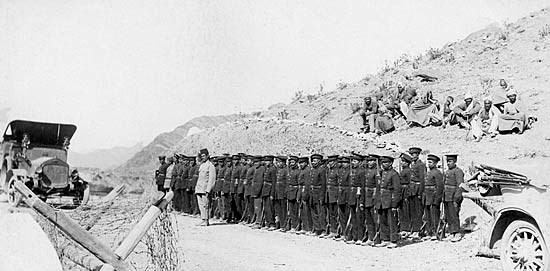
Uma unidade do Exército Afegão em 1920.

O Exército Nacional do Afeganistão foi oficialmente formado em 1880, quando o país era governado pelo Emir Abderramão Cã. Antes disso, de 1709-1880, o exército do Afeganistão era geralmente uma mistura de tribos e milícias, bem como uma força especial do exército sob o regente do país. O exército afegão foi modernizado pelo rei Amanulá Câ no início de 1900, pouco antes da Terceira Guerra Anglo-Afegã. O rei Amanulá e seu exército afegão lutaram contra os ingleses em 1919, após o qual o Afeganistão declarou a independência plena deles sobre os seus assuntos estrangeiros. O exército afegão foi modernizado durante o reinado de Zair Xá, que teve início em 1933.

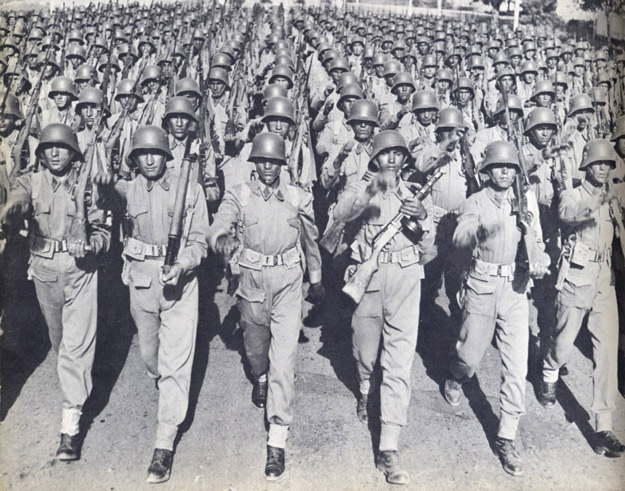
Soldados do Exército Afegão em 1950.

A partir da década de 1960 até o início de 1990, o exército afegão foi treinado e equipado em sua maioria pela ex-União Soviética. Antes da Revolução de Saur de abril de 1978, de acordo com o analista militar George Jacobs, as forças armadas incluíam "cerca de três divisões blindadas (570 tanques médios mais T-55 em ordem), oito divisões de infantaria (em média 4 500 a 8 000 homens cada), duas brigadas de infantaria de montanha, uma brigada de artilharia, um regimento de guardas (para a proteção do palácio), três regimentos de artilharia, dois regimentos de comandos, e um batalhão de paraquedistas (grande parte em terra). Todas as formações estavam sob o controle de três sedes a nível de corpo. Todos, com exceção de três divisões de infantaria, enfrentaram o Paquistão ao longo de uma linha do sul de Bagram até Candaar". Após o golpe, deserções varreram a força, afetando a lealdade e os valores morais dos soldados, havendo expurgos nos patrióticos oficiais subalternos e superiores, e em aristocratas da classe alta na sociedade afegã.
Aos poucos, o exército de três divisões blindadas (a 4ª e a 15ª em Cabul/Bagram e a 7ª de Candaar) e agora com dezesseis divisões de infantaria caíram de tamanho entre batalhão e regimento, sem a formação mais forte do que cerca de 5 000 soldados. Durante a Invasão soviética do Afeganistão em 1980, o Exército Nacional esteve envolvido na luta contra os grupos rebeldes mujahideen. Um grande problema do exército eram os desertores. As baixas foram tão altas quanto 50-60 000 e outros 50 000 desertaram das forças armadas. A taxa de deserção foi de cerca de 10 000 por ano entre 1980-1989, e a média de desertores deixou o Exército Afegão após os primeiros cinco meses.

O Exército Afegão em 1978
- Corpo Central (Cabul)
  - 7ª Divisão (Cabul)
  - 8ª Divisão (Cabul)
  - 4ª e 15ª Brigadas Blindadas
  - Brigada da Guarda Republicana

- 2º Corpo (Candaar)
- 3º Corpo (Gardez)
- 9ª Divisão (Chugha-Serai)
- 11ª Divisão (Jallalabad)
- 12ª Divisão (Gardez)
- 14ª Divisão (Ghazni)
- 15ª Divisão (Candaar)
- 17ª Divisão (Herat)
- 18ª Divisão (Mazar-i-Sharif)
- 20ª Divisão (Nahrin)
- 25ª Divisão (Khost)

Em 1992, após a retirada das forças soviéticas do Afeganistão e da queda do regime comunista em Cabul, o exército treinado pelos soviéticos dividiu-se entre o governo de Cabul e as várias facções beligerantes. Em meados de 1994, por exemplo, havia dois 6º Corpo paralelos operando no norte. O 6º Corpo de Abdul Rashid Dostam era baseado em Pul-i-Khumri e tinha três divisões. O 6º Corpo do Ministério da Defesa do Governo de Cabul era baseado em Kunduz e também tinha três divisões, duas compartilhando números com formações no Corpo de Dostam. Durante esse tempo foram formadas forças de milícias locais ou as unidades do exército nacional da antiga era soviética foram "regionalizadas"; ambos forneciam segurança ao seu próprio povo que vivia nos territórios que eles controlavam. O país estava dividido em facções com diferentes senhores da guerra controlando os territórios que reivindicavam, e não havia um exército oficialmente reconhecido a nível nacional no país.
Esta era foi seguida pelo Regime Talibã, em 1996, que removeu as forças da milícia e decidiu controlar o país, baseado na lei islâmica Sharia. O Talibã também começou a treinar suas próprias tropas de exército e os comandantes, alguns dos quais foram secretamente treinados pela Agência de Inteligência do Paquistão (ISI) ou pelas Forças Armadas Paquistanesas na região de fronteira na Linha Durand. Após a remoção do governo Talibã no final de 2001, exércitos privados ou das forças de milícia assumiram a segurança em todo o país. Formações em existência até o final de 2002 incluíam o 1º Corpo de Exército (Nangrahar), 2º Corpo de Exército (Candaar, dominado por Gul Agha Sherzai e seus aliados), 3º Corpo de Exército (Paktia, onde os Estados Unidos supostamente tentaram impor Atiquallah Ludin como comandante), 4º Corpo de Exército (Herat, dominado por Ismail Khan), 6º Corpo de Exército em Kunduz, 7º Corpo de Exército (sob Atta Mohammad Noor, em Mazar-i-Sharif na província de Balkh), 8º Corpo de Exército (em Shiberghan, dominada pelo Movimento Islâmico Nacional do Afeganistão de Dostam) e o Corpo Central do Exército em torno de Cabul.
O novo Exército Nacional Afegão foi fundado com a emissão de um decreto pelo presidente Hamid Karzai em 1 de dezembro de 2002. Após a sua eleição, Karzai estabeleceu uma meta de um exército de pelo menos 70 000 homens até 2009. No entanto, muitos peritos militares ocidentais, bem como o Ministro da Defesa do Afeganistão, Abdul Rahim Wardak, acreditavam que a nação precisava de pelo menos 200 000 soldados ativos, a fim de defendê-lo das forças inimigas.
O primeiro novo batalhão afegão foi treinado pelos militares do Exército Britânico da Força Internacional de Assistência à Segurança, tornando-se o 1º Batalhão da Guarda Nacional Afegã. No entanto, enquanto as tropas britânicas forneciam um treinamento de alta qualidade, eles eram poucos em número. Depois de algumas considerações, foi decidido que as Forças Especiais do Exército dos Estados Unidos poderiam ser capazes de fornecer o treinamento. Assim os batalhões seguintes foram recrutados e treinados pelo 1º Batalhão, 3º Grupo de Forças Especiais de Fort Bragg (Carolina do Norte), sob o comando do Tenente-coronel McDonnell. O 3º Grupo de Forças Especiais construiu as instalações de treinamento e faixas para uso antecipado, usando uma instalação soviética construída no lado leste de Cabul, próximo à sede da ISAF. A primeira formação teve início em maio de 2002, com um processo de recrutamento difícil, mas bem-sucedido de levar centenas de novos recrutas de todas as partes do Afeganistão. O treinamento inicial foi feito em Pashto e Dari (Persa) e alguns em Árabe, devido às etnias muito diversas.

Um soldado afegão, armado e equipado pelos Estados Unidos.

Em janeiro de 2003, pouco mais de 1 700 soldados em cinco Kandaks (Pashto para Batalhões) tinha concluído o curso de treinamento de 10 semanas, e até meados de 2003 um total de 4 000 soldados foram treinados. Cerca de 1 000 soldados foram mobilizados na Operação Warrior Sweep liderada pelos Estados Unidos, marcando a primeira grande operação de combate para as tropas afegãs. Problemas de recrutamento inicial consistiam na falta de cooperação dos senhores da guerra regionais e apoio internacional inconsistente. O problema da deserção obstinava a força em seus primeiros dias: no verão de 2003, a taxa de deserção foi estimada em 10% e em meados de março de 2004, a estimativa sugeriu que 3 000 soldados haviam desertado. Alguns recrutas eram menores de 18 anos de idade e muitos não sabiam ler ou escrever. Recrutas que só falavam a língua Pashto tiveram dificuldades porque a instrução foi dada geralmente por meio de intérpretes que falavam Dari.
Em março de 2004 os combates eclodiram na cidade ocidental de Herat entre o exército privado de Ismail Khan e o 4º Corpo da milícia do Ministério da Defesa. O filho de Ismail Khan, Mirwais Sadiq, foi morto por um lançador-propelente de granadas durante o impasse militar entre seu pai e o comandante da divisão de Herat do Ministério da Defesa, o General Abdul Zaher Nayebzadah. O número de mortos no combate foi estimado entre 50 e 100 pessoas. Em resposta ao combate, cerca de 1 500 soldados do Exército Nacional Afegão foram mobilizados para Herat. Os soldados foram enviados para a guarnição da 17ª Divisão de Herat do 4º Corpo do Ministério da Defesa, o Quartel General de Abdul Zaher. A sede da 17ª Divisão tinha sido invadida pela milícia privada de Ismail Khan, em 21 de março.

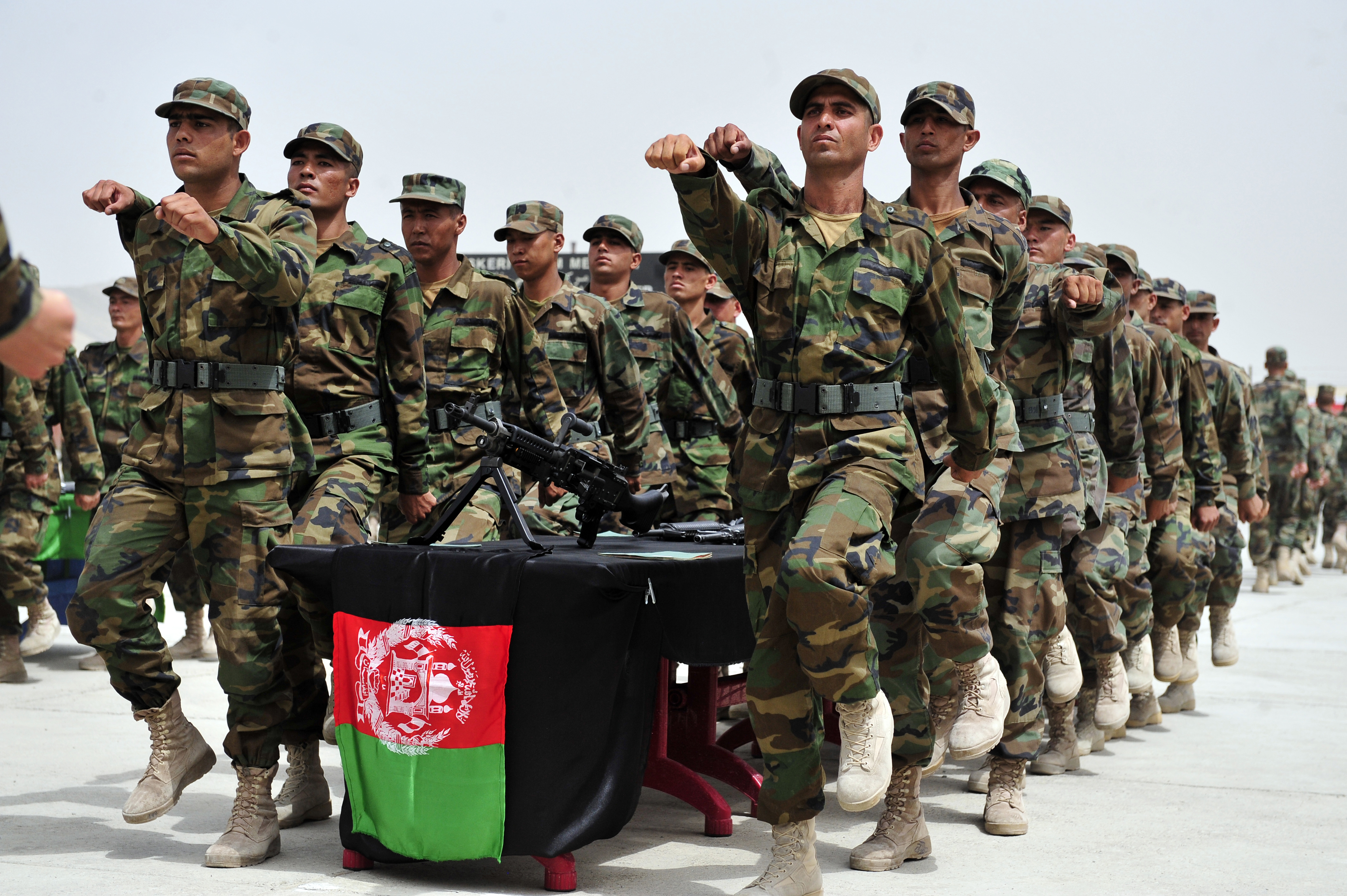
Oficiais recém-formados recitam a cerimônia de juramento no Centro de Treinamento Militar de Ghazi em Cabul.

| Soldados                         | Desde |
| -------------------------------- | ----- |
| 90 000                           | 1978  |
| 100 000                          | 1979  |
| 25 000                           | 1980  |
| 25-35 000                        | 1981  |
| 25-40 000                        | 1982  |
| 35-40 000                        | 1983  |
| 35-40 000                        | 1984  |
| 40 000                           | 1985  |
| 1 750                            | 2003  |
| 13 000                           | 2004  |
| 17 800 mais 3 400 em treinamento | 2005  |
| 26 900                           | 2006  |
| 50 000                           | 2007  |
| 80 000                           | 2008  |
| 90 000                           | 2009  |
| 134 000                          | 2010  |
| 164 000                          | 2011  |

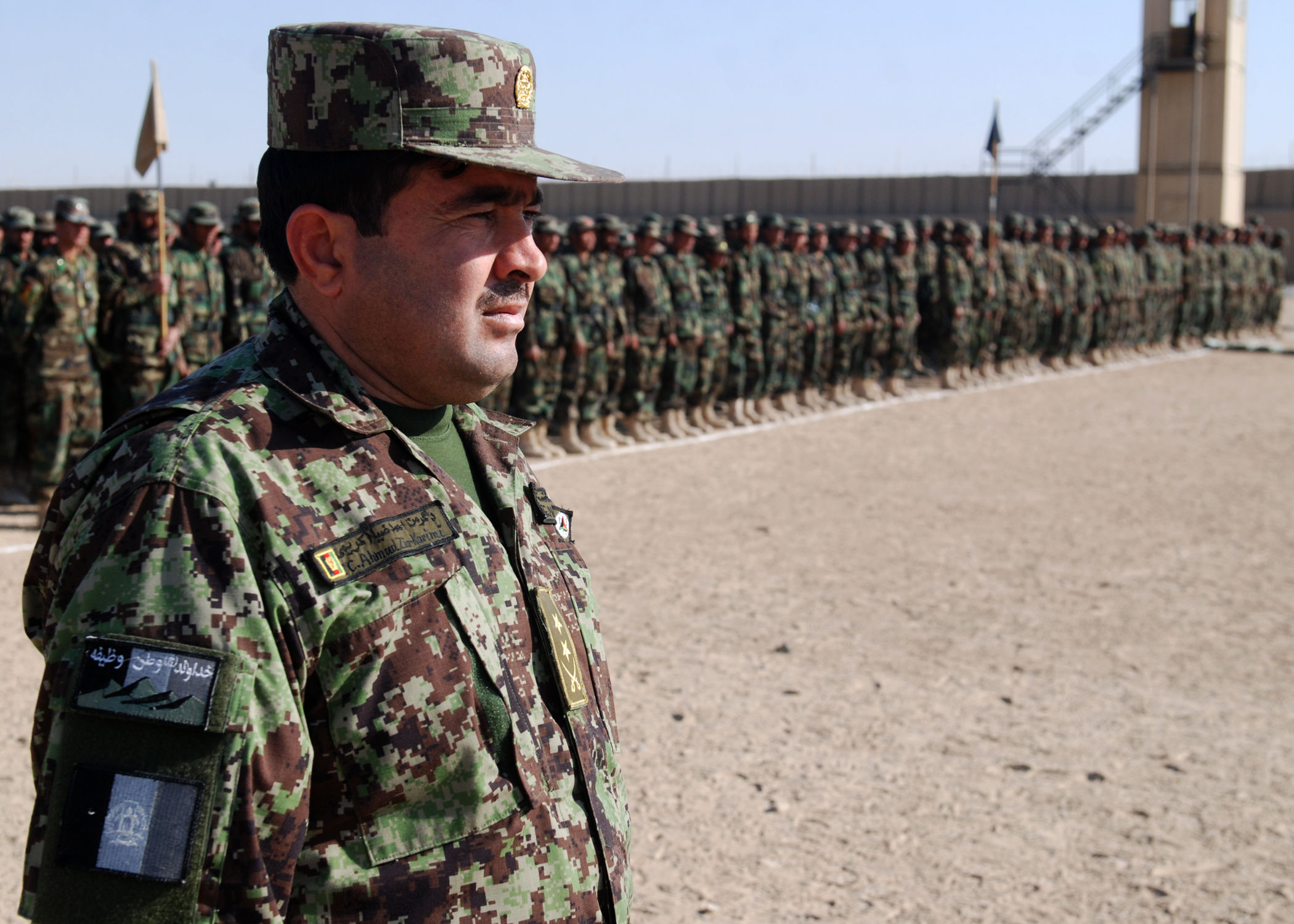
Recrutas recém-formados em Candaar.

Os soldados do novo exército, inicialmente recebem $ 30 por mês durante o treinamento e $ 50 por mês após a graduação, embora a remuneração básica para os soldados treinados, desde então, aumentou para $ 165. Este salário inicial aumenta para $ 230 por mês em áreas com questões de segurança moderadas e $ 240 nas províncias onde há intensos combates. Cerca de 95% dos homens e mulheres que servem nas forças armadas são pagos por transferência eletrônica de fundos.

## Análise
O Exército Nacional Afegão foi financiado principalmente pelos Estados Unidos através do Departamento de Defesa dos Estados Unidos e era treinado e modernizado por diferentes ramos das Forças Armadas dos Estados Unidos. Outras nações da OTAN também fizeram contribuições para a reconstrução das Forças Armadas do Afeganistão. Ainda assim, em 2021, o exército afegão entrou em colapso.

### Problemas

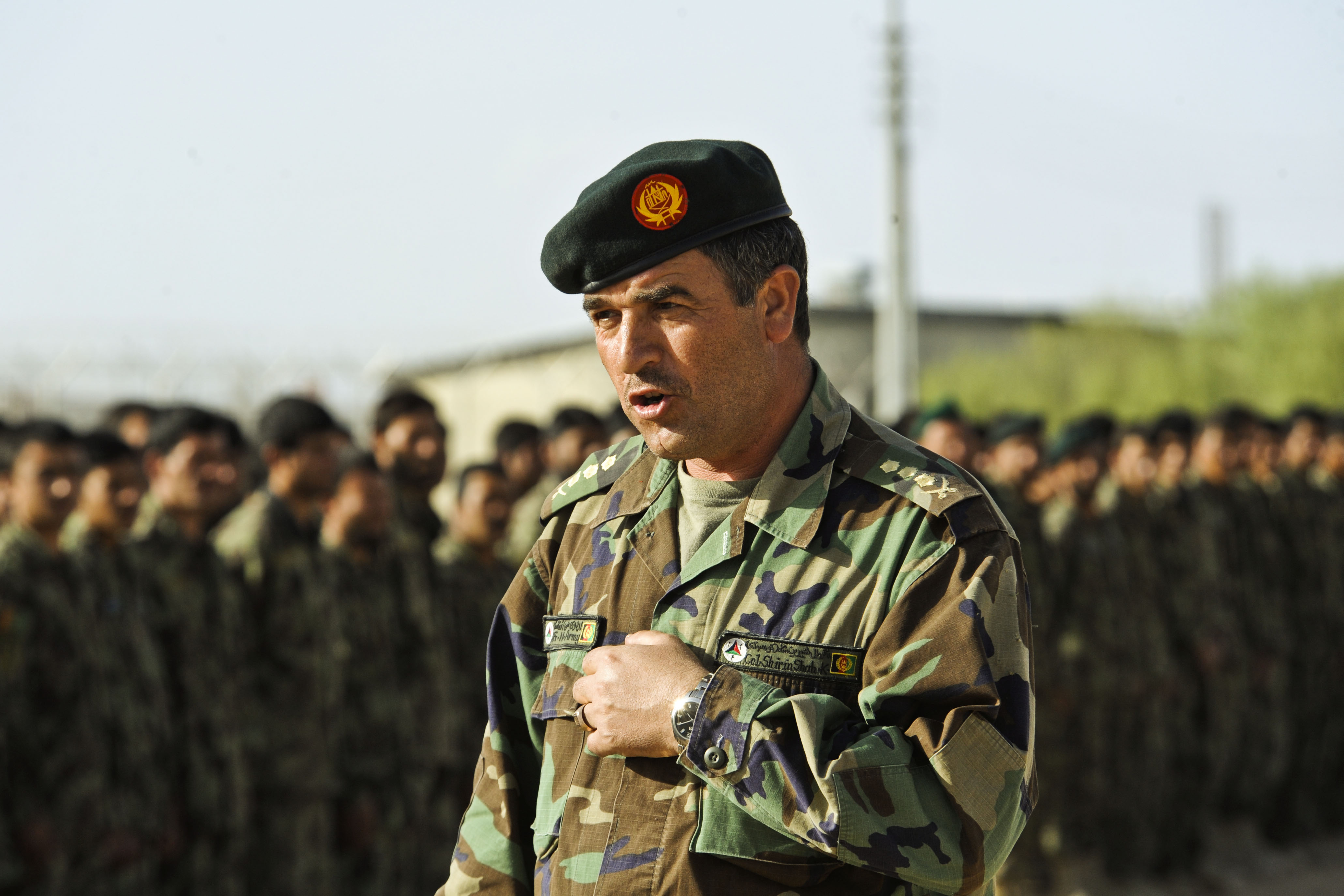
O Coronel do ENA Shirin Shah Kowbandi fazendo um discurso aos soldados durante uma cerimônia de premiação na Província de Helmand.

De acordo com uma reportagem de dezembro de 2009, o Exército Nacional Afegão sempre foi atormentado pela ineficiência e corrupção. Os esforços de treinamento dos Estados Unidos foram drasticamente diminuídos pela corrupção, o analfabetismo generalizado, desaparecimento de suprimentos, e a falta de disciplina. Jack Kem, deputado ao comandante da Missão de Treinamento da OTAN no Afeganistão e do Comando Combinado de Transição de Segurança no Afeganistão, afirmou que a taxa de alfabetização no ENA chegará a mais de 50% em janeiro de 2012. O que começou como um programa de alfabetização voluntária, tornou-se obrigatório para a política de formação básica no início de 2011.

### Kandak

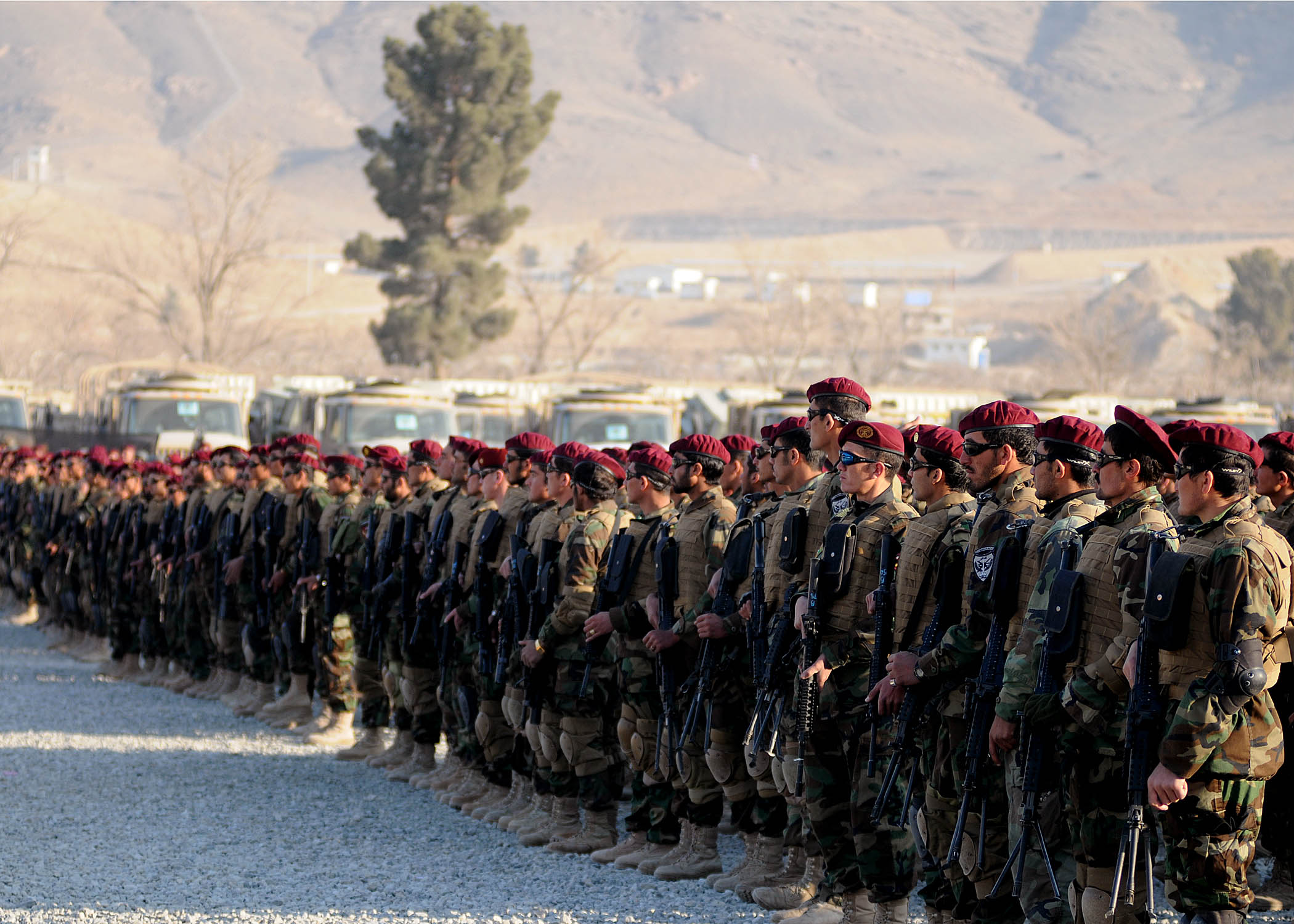
Soldados do 7º Batalhão de Comandos (Kandak).

A unidade básica do ENA era o Kandak (batalhão), composto por 600 soldados. Os Kandaks podem ser subdivididos em quatro companhias. Embora a grande maioria dos kandaks são infantaria, ao menos um batalhão blindado de tanques foi formado, e mais ainda poderão ser planejados. A cada Corpo do ENA será atribuída uma Brigada de Comandos com a sexta designada como uma unidade especial nacional sob a jurisdição do Ministério da Defesa do Afeganistão.

### Brigadas
Um total de 14 brigadas, principalmente orientadas a nível regional, foram planejadas para 2008. De acordo com o Comando Combinado de Transição de Segurança - Afeganistão (CCTS-A), treze destas brigadas eram de infantaria leve, uma mecanizada e uma de comandos.

### Corpos

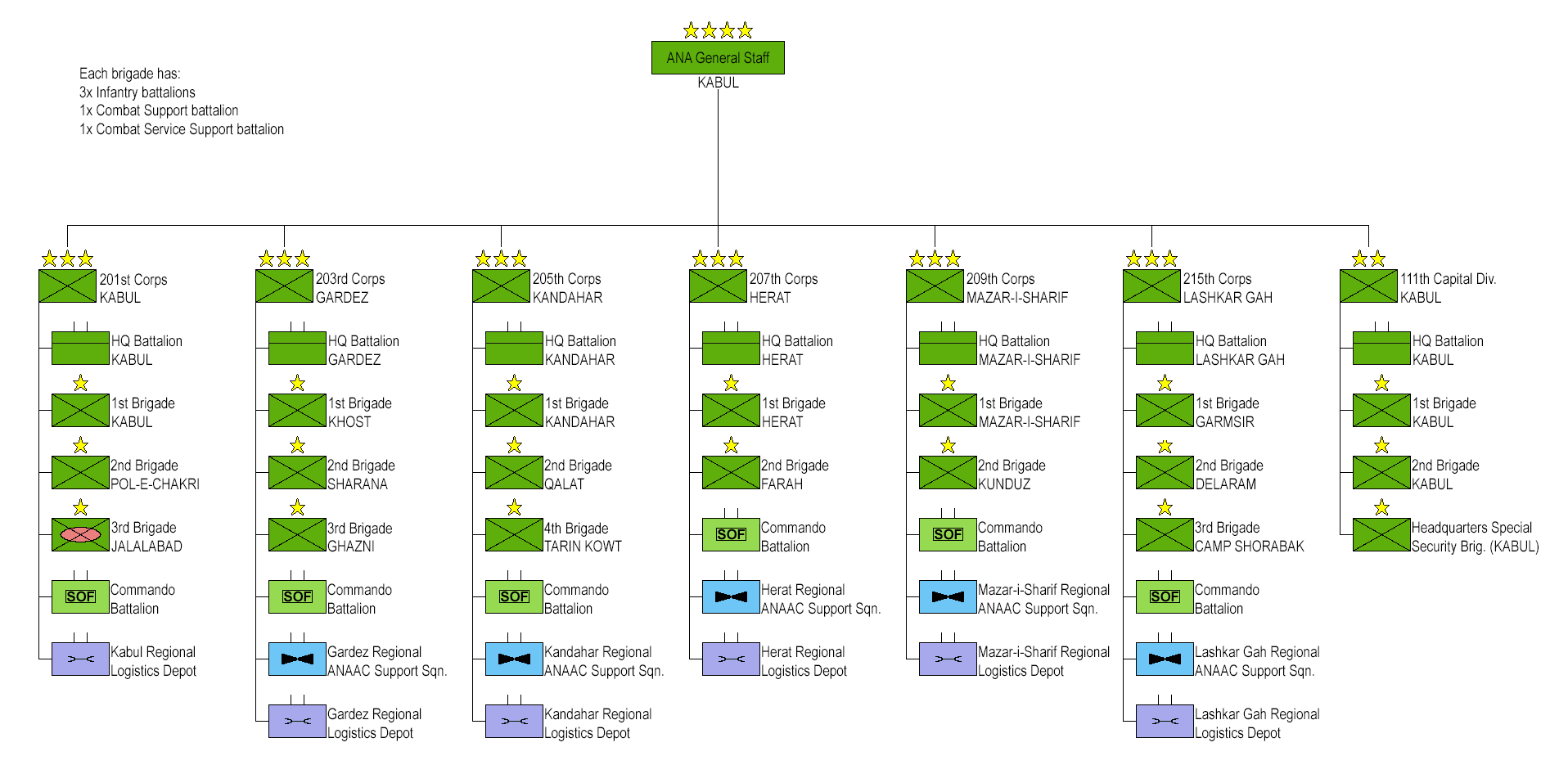
Organização do Exército Nacional Afegão (gráfico incompleto; não necessariamente correto

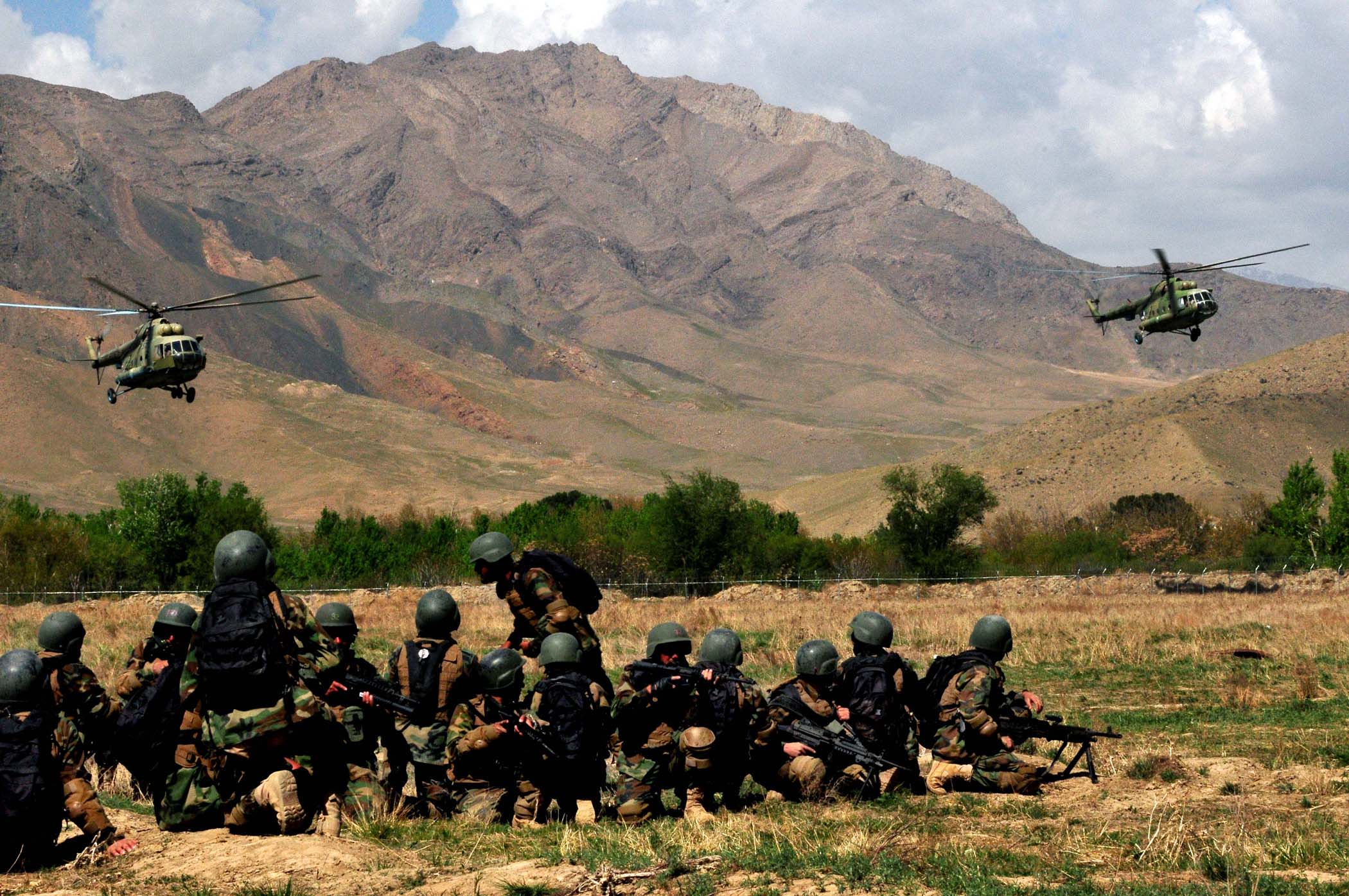
Militares afegãos durante um exercício de treinamento.

O Exército Nacional Afegão mantinha sete corpos, e cada corpo era responsável por uma grande área do país. Cada corpo tinha 3-4 brigadas subordinadas, e cada brigada tinha quatro batalhões de infantaria como a sua unidade de combate básica. A cada batalhão de infantaria é atribuída uma área específica para a qual é responsável, e a missão do batalhão era de garantir a sua área de ameaças internas e externas. Originalmente, aos quatro corpos afastados foram atribuídas uma ou duas brigadas, com a maioria dos efetivos do exército baseado no 201 Corpo de Cabul. Este foi substituído por uma formação em que cada corpo acrescentou brigadas extras. O estabelecimento do corpo começou quando quatro comandantes regionais de corpo e alguns de seus funcionários foram designados em 1 de setembro de 2004.
Cinco, além de um corpo de recém-formados, serviam como comandos regionais do ENA:
- 201º Corpo (Cabul)
- 203º Corpo (Gardez)
- 205º Corpo (Candaar)
- 207º Corpo (Herat)
- 209º Corpo (Mazar-e Sharif)
- 215º Corpo (Lashkar Gah)
- 217º Corpo (Konduz)

### Comandos

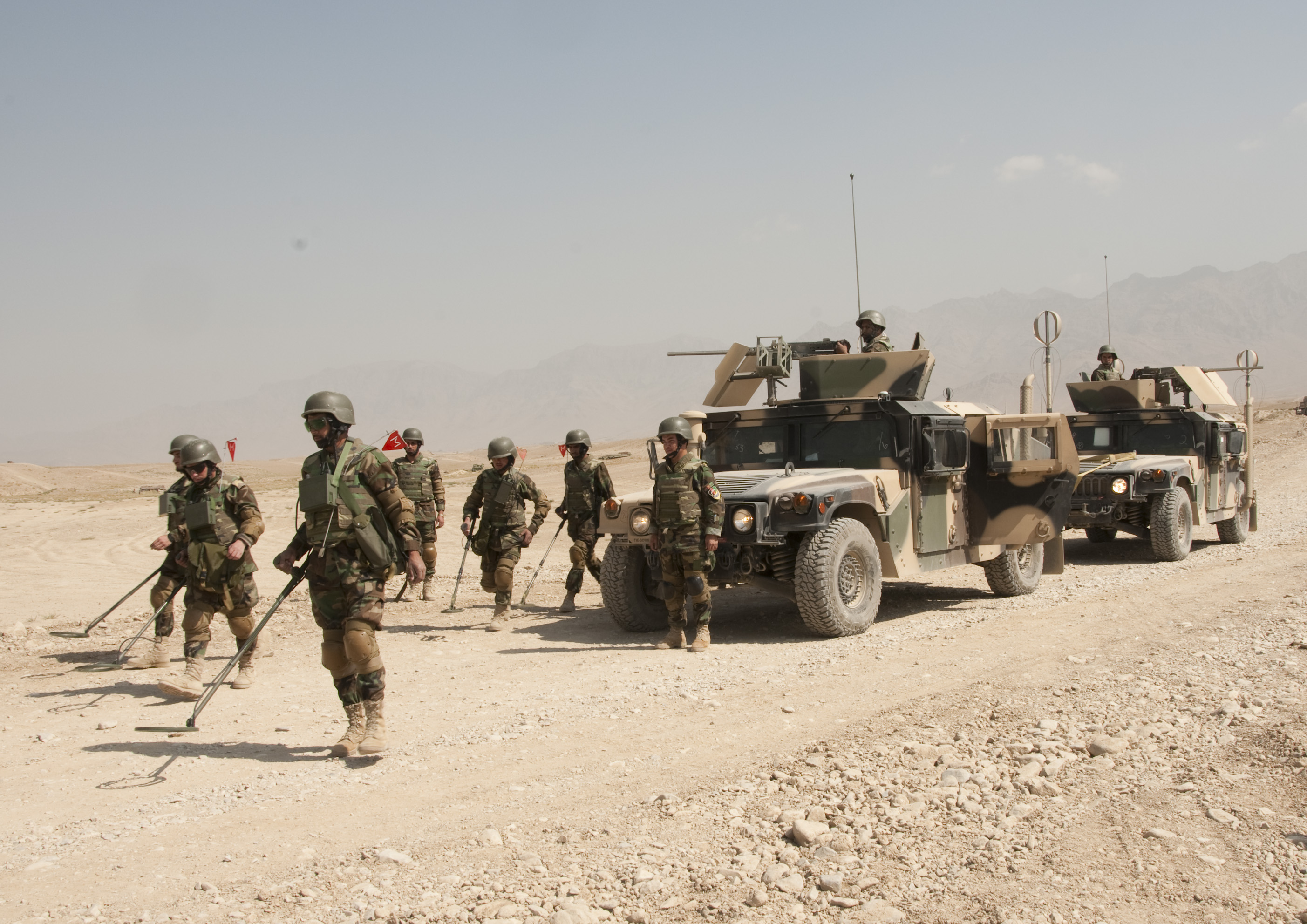
Militares afegãos durante um exercício de treinamento para limpeza de artefatos explosivos improvisados.

Em julho de 2007, o exército afegão formou os seus primeiros comandos. Os comandos foram submetidos a um curso extenuante de três meses sendo treinados por forças especiais americanas. Eles receberam treinamento nas técnicas de infantaria avançadas, bem como formação em primeiros socorros e direção tática. Estão totalmente equipados com equipamentos dos EUA e receberam treinamento no estilo americano. Até o final de 2008 os seis batalhões de comandos do ENA serão estacionados na região sul do Afeganistão a fim de auxiliar as forças canadenses. Há também soldados do sexo feminino sendo treinados. A primeira mulher paraquedista afegã Khatol Mohammadzai, treinada pelos soviéticos, se tornou a primeira mulher General do Exército Nacional Afegão, em 19 de agosto de 2002. Os comandos afegãos devem aumentar significativamente seu número até 2011, quando o exército deverá dobrar de tamanho. Eles também receberão equipamentos mais avançados da OTAN. A OTAN esperava que a elite das unidades de comandos afegãos pudesse ajudar na luta contra o Talibã, especialmente em torno da montanhosa região de fronteira da Linha Durand. Porém, sem apoio do governo central em Cabul e com a retirada americana, os comandos pouco puseram fazer contra os fundamentalistas.

### Forças Especiais
O primeiro grupo de forças especiais concluiu o treinamento em maio de 2010, e os soldados foram selecionados a partir da Brigada de Comandos do ENA. As forças especiais afegãs foram baseadas nos Boinas Verdes do Exército dos Estados Unidos.

### Colapso
Em maio de 2021, o Talibã iniciou uma grande ofensiva por todo o território afegão. Apesar de bem armado e financiado, o exército do Afeganistão não esboçou muita resistência, com milhares de soldados desertando ou se entregando. Em agosto, a capital Cabul foi tomada pelos talibãs, com o exército afegão formalmente entrando em colapso.
Muitas hipóteses sugiram para justificar o colapso do exército afegão. O presidente dos Estados Unidos, Joe Biden, afirmou que os militares afegãos não tinham vontade de lutar. Já alguns analistas culparam possíveis problemas de treinamento, soldados afegãos incompetentes e sem espírito de luta, um governo corrupto, falta de unidade nacional e muita dependência de empreiteiros privados e mercenários para apoiar as forças afegãs, especialmente no setor de logística e manutenção de equipamentos.